# Ni〜ya
Ni〜ya（ニーヤ／新弥、1981年6月23日 - ）は宮城県角田市出身の日本のロック・ベーシスト。ヴィジュアル系バンド「ナイトメア」のベース担当である。

## 概要
- 中学生の頃にXのTAIJIに憧れ地元の先輩からB.C.リッチのワーロックを購入する。高校生になるとバンドを組み始め、高校3年生の時に友人の紹介で咲人と知り合い、ナイトメアを結成。
- 2007年にベースの脱退したPENICILLINのサポートベーシストも務めており、このことがきっかけでサウンドの指向性が変わったとNi〜yaは語っている。

## 人物
- 中学生の頃まではバスケットボールに没頭していたが怪我により引退を余儀なくされている。
- 自身の影響になっているミュージシャンは前述のTAIJIをはじめ、LUNA SEAのベーシスト・Jについては、"彼の生き方そのものが自身にとっての美学"であると公言し尊敬している。
- 地元については「山々に囲まれて平野がほぼ田畑で阿武隈川があって…田舎だけど世界一好きな場所です」と語るほど愛している。
- 2016年の自身のバースデーライブを地元かくだ田園ホールで行った際にボーカルYOMIがMCで「Ni〜yaを角田のPR大使にお願いします！」と直談判した結果、2018年に実現する。2023年現在もずっと務めている。
- 重度の花粉症である。毎年2〜3月になるとTwitterやブログで花粉症関連の話題が出る。
- 釣り好きである。海釣り中心。ダイワの釣り用具を愛用している。

## ナイトメア以外での活動
- 2007年11月28日 Zy.創刊7周年記念 stylish wave'07 MATRIXの渋谷AX公演にてPENICILLIN with Ni〜yaとして出演。
- PENICILLINの『RAINBOW』(2008年8月20日発売)のレコーディングとPVにゲストベーシストとして参加。
- GACKTの『雪月花 -The end of silence-』(2009年12月9日発売)のPVに参加。
- 2010年3月、RUKAのソロプロジェクト「The LEGENDARY SIX NINE」として「BEAT SHUFFLE LIVE SIDE 2010 Spring」3公演(19日名古屋E.L.L.、21日大阪BIG CAT、26日渋谷AX)に出演。
- GACKTの『EVER』(2010年7月28日発売)のPVに参加。その際には『MUSIC JAPAN』(NHK)にも出演した。
- 2013年11月30日 LOUDNESSが主催した樋口宗孝追悼ライブ vol.5 EVERLASTING MUNETAKA HIGUCHI 2013 6th MEMORIALのZepp Tokyo公演に出演。
- 2013年12月22日 wyse presents 2013 X'mas Live 『at holy night -サンタ達からのプレゼント-』の渋谷O-EAST公演にてゲストミュージシャンとして出演。
- ソロプロジェクトとして『BULL FIELD』を始動させる。

## 使用機材

### 使用ベース
- Killer KB-FERVENCY

ライブでのNi〜yaのメインになっているレスポールシェイプのベース。名前の"FERVENCY"には熱烈、熱情を意味している。チューニングは半音下げで4弦のペグにDチューナーを搭載させ、ライブでは瞬時にドロップC#チューニングに対応できるようにしている。ピックアップはセイモア・ダンカンのSSB-4 "Passivephane Ⅱ"を搭載。
- Killer KB-VULTURE JB:FERVENCY誕生以前のメインベース。

- Fender JAZZ BASS

「夜想曲」で使用されるベース。

### 使用アンプなど
- EBS TD650 (アンプ)
- EDEN WT-800 (アンプ)
- AVALON U5 (DI)
- EBS Evolution Pro Line 2000 (キャビネット)
- FURMAN PL-8J (電源)
- EBS (コーラス)
- BBE MAXCOM (コンプレッサー)
- BOSS GEB-7 (イコライザー)